# Alessandro Leombroni
Alessandro Leombroni, detto Sandro (Chieti, 4 agosto 1950 – Torrevecchia Teatina, 20 ottobre 2004), è stato un cestista italiano.
Di ruolo playmaker, ha giocato in Serie A1 con la Virtus Bologna.

## Carriera
Cresciuto nella Pallacanestro Chieti, nel 1969 si è trasferito alla Virtus Bologna con cui ha disputato la massima serie allenato da Nello Paratore. Leombroni è stato il primo cestista teatino ad aver mai giocato in Serie A1. In seguito ha giocato ancora a Chieti, disputando a più riprese la Serie A2, Pescara e San Severo, chiudendo la carriera ancora una volta nella propria città natale.
È scomparso prematuramente a 54 anni a causa di un incidente stradale nei pressi di Torrevecchia Teatina. In sua memoria è stato intitolato il palazzo dello sport di Chieti.